# گهرسنجاقک نوک‌آبی
گهرسنجاقک نوک‌آبی (نام علمی: Chlorocypha selysi) یک گونه از گهرسنجاقک‌ها از خانواده گهرسنجاقکان (Chlorocyphidae) است.